# Артимович Петро
Петро́ Артимо́вич  (близько 1885, Галичина — 1920, Наддніпрянщина) — український хоровий диригент і співак-аматор (бас).

## Біографія
Навчався в Українській академічній гімназії у Львові (клвс диригування Я. Вітошинського), де співав у хорі.
Диригент чоловічого хору «Бандурист» у Львові (1906—1914), хору товариства «Боян» (1912—1914).
Виступав на ювілейних концертах, присвячених Тарасові Шевченку, Іванові Франку.
У 1912—1913 роках здійснив турне Прикарпаттям і Поділлям із класичним українським і зарубіжним репертуаром. Проводив тематичні концерти у Львові: «Твори Миколи Лисенка», «Твори Кирила Стеценка», «Вечір Франца Шуберта» та ін.
Працював у Пресовій квартирі УГА у відділі театрально-концертних видовищ, був референтом Нового Львівського театру.
1920 року загинув у військових з'єднаннях УГА на Наддніпрянщині.